# عبدالعباس طرفی
عبدالعباس طرفی سیاست‌مدار و مدیر ارشد اجرایی ایرانی است، که در دوره‌های بیست و سوم و بیست و چهارم مجلس شورای ملی به ترتیب به عنوان نماینده اهواز و نماینده دشت آزادگان از استان خوزستان در مجلس شورای ملی حضور داشت.